# Văn phòng Trung ương Đảng Cộng sản Trung Quốc
Văn phòng Trung ương Đảng Cộng sản Trung Quốc (tiếng Trung: 中国共产党中央办公厅), còn được gọi là Văn phòng Trung ương Trung Cộng (tiếng Trung: 中共中央办公厅) (viết tắt “Trung Biện”), là cơ quan trực thuộc Ủy ban Trung ương Đảng Cộng sản Trung Quốc, đảm nhiệm là cơ quan trực thuộc Trung ương Đảng.

## Lịch sử

### Trước khi thành lập
Đảng Cộng sản Trung Quốc thành lập năm 1921, tháng 6/1923 tại Đại hội Đại biểu Toàn quốc lần thứ III Đảng Cộng sản Trung Quốc (Đại Tam Trung Cộng) quyết định thành lập Bí thư thứ nhất. Theo đề nghị Trần Độc Tú Ủy viên trưởng Ủy ban Chấp hành Trung ương Đảng đưa ra thiết lập chế độ Bí thư. Tại Đại hội đã quyết định bầu Trần Độc Tú làm Ủy viên trưởng, Mao Trạch Đông làm thư ký, La Chương Long làm kế toán chịu trách nhiệm xử lý công việc thường nhật. Mao Trạch Đông trở thành thư ký đầu tiên của Ủy ban Trung ương Đảng. Tại văn bản ghi chép trong Đại hội III, chức vụ thư ký là một trong lãnh đạo của Ủy ban Chấp hành Trung ương, phụ trách Công việc hàng ngày của các cơ quan, bao gồm cả việc xử lý tài liệu, thu thập và lưu trữ tài liệu và các công việc khác. Tháng 6 đến tháng 8 năm 1923, Mao Trạch Đông làm thư ký. Từ tháng 8 năm 1923 đến tháng 1 năm 1925, La Chương Long làm thư ký.
Tháng 1/1925, tại phiên họp toàn thể thứ nhất Ủy ban Trung ương khóa IV, quyết định thành lập Ban Thư ký Trung ương, sau một thời gian bãi bỏ. Tháng 7 năm 1926, tại phiên họp toàn thể thứ ba Ủy ban Trung ương khóa IV, quyết định thành lập Ban Thư ký Trung ương, và bổ sung chức vụ Tổng Thư ký phụ trách của Ban Thư ký Trung ương. Tổng thư ký là Vương Nhược Phi (bổ nhiệm vào tháng 11 năm 1926). Trong một thời gian dài, Ban Thư ký Trung ương không chỉ định thư ký, luôn luôn được giám sát trực tiếp bởi Tổng thư ký. Vào tháng 5 năm 1927, sau Phiên họp toàn thể lần thứ nhất Ủy ban Trung ương khóa V đã quyết định thành lập Phòng Thư ký, Chủ nhiệm là Vương Nhược Phi.
Sau Hội nghị Bát Thất, ngày 9/8/1927, Bộ Chính trị lâm thời phân công công việc, xác định danh sách ủy viên lãnh đạo của các Ban khác nhau. Ngày 14/11/1927, Ủy ban Thường vụ Bộ Chính trị Trung ương lâm thời quyết định rút Bộ Tổ chức, Bộ Tuyên truyền, Bộ Quân sự, Bộ Phụ nữ và Nông ủy, trực thuộc Ủy ban Thường vụ Bộ Chính trị, Ủy ban Vận động Công chức, báo đảng, Ban Thư ký trực thuộc Cục Tổ chức. Tháng 8/1927 đến tháng 11, Ban thư ký (Phòng Thư ký) do Lý Duy Hán làm Chủ nhiệm.
Ngày 20/7/1928, Bộ Chính trị Ủy ban Trung ương khóa VI, quyết định thành lập các cơ quan chuyên trách của Ủy ban Trung ương, Ủy ban Vận động Công chức, Ủy ban Vận động Nông dân, Ủy ban Vận động Phụ nữ, Bộ Tổ chức, Bộ Tuyên truyền, Bộ Quân sự, Ban Thư ký, Bộ khác, trực thuộc Ủy ban Thường vụ Bộ Chính trị, các Ủy ban trực thuộc Bộ Chính trị trung ương, quyết định lãnh đạo của các cấp Ủy và các Bộ. Ngày 13/11/1928, tại cuộc họp Bộ Chính trị Ủy ban Trung ương Chu Ân Lai đề nghị, quyết định thay đổi trung tâm Tổng thư ký cho Trung ương. Vào ngày 14/11/1928, Ủy ban Thường vụ Bộ Chính trị quyết định Đặng Tiểu Bình là Tổng Thư ký sự vụ Trung ương và lãnh đạo công việc của Ban Thư ký Trung ương.
Ngày 9/2/1930, tại cuộc họp bất thường Bộ Chính trị thảo luận về việc tổ chức trung ương và phân công nhiệm vụ, Ban Thư ký tham gia vào ban biên tập của báo đảng, hệ thống văn phòng và các tổ chức. Nội giao, ngoại giao, kế toán và phiên dịch sáp nhập vào ban thư ký.
Năm 1933, chính quyền trung ương chuyển từ Thượng Hải đến Khu Căn cứ địa cách mạng Trung ương. Trong cuộc trường chinh, Ban Thư ký Trung ương không còn tồn tại nữa. Tháng 12 năm 1935, Bộ Chính trị họp Ngõa Diêu Bảo quyết định khôi phục Ban Thư ký Trung ương, Tổng thư ký Trương Văn Bân lãnh đạo, Vương Thủ Đạo vào Ban Thư ký.
Sau khi phục hồi Ban Thư ký Trung ương, phần lớn công việc của Ủy ban Trung ương vẫn chưa được thống nhất quản lý bởi Ban Thư ký của cơ quan Ủy ban Trung ương vẫn chưa hoàn hảo, hệ thống văn phòng thích hợp và định mức chưa được thành lập. Sau một số cơ sở vững chắc, ở miền bắc Thiểm Tây, các cơ quan trực thuộc Ủy ban Trung ương và các cơ quan quân sự, và tại khu vực Ninh Hạ, và các cơ quan quân sự quản lý khác thuộc ba hệ thống Đảng, Chính phủ, Quân đội không ai chịu trách nhiệm hoặc không có hệ thống quản lý.
Tháng 8 năm 1941, Ủy ban Trung ương quyết định Nhậm Bật Thời làm Tổng thư ký, Lý Phú Xuân làm Phó Tổng thư ký, và yêu cầu họ thiết lập và cải thiện các văn phòng trung ương và các cơ quan hành chính, các quy tắc và các quy định được bổ sung do đó các cơ quan trực thuộc Ủy ban Trung ương và các cơ quan quân sự, Thiểm Tây-Cam Túc của ba hệ thống trong đảng, chính phủ và quân đội ở khu vực biên giới đã được chuẩn hóa và tổ chức.

### Văn phòng Trung ương Ban Bí thư
Tháng 9/1941, tại cuộc họp mở rộng của Bộ Chính trị, Ủy ban Trung ương nghiên cứu các nhiệm vụ của Ban Bí thư Trung ương, xác định Ban Bí thư Trung ương là cơ quan làm việc của Trung ương. Ngày 28/9/1941, Ủy ban Trung ương đã đưa ra một thông báo cho Tổng thư ký Nhậm Bật Thời, Lý Phú Xuân Phó tổng thư ký, kênh đầu tiên của nhà vua là giám đốc của Ban thư ký trung ương, và quyết định thành lập Văn phòng Trung ương Ban Bí thư điều hành các công việc hàng ngày Tổng Bí thư, Ban Bí thư đến văn phòng chung của Ban Bí thư Trung ương. Văn phòng chung của Ban Bí thư Trung ương chuyển đến Dương Gia Lĩnh xây dựng văn phòng mới. Không lâu sau đó Nhậm Bật Thời đề xuất công việc của Trung ương Cục Giao thông Vận tải, Lý Phú Xuân đảm nhiệm vai trò quản lý.

### Thời kỳ Tây Bách Pha
Ngày 23/5/1948, Ủy ban Trung ương quyết định thành lập Văn phòng Trung ương Đảng, Dương Thượng Côn chịu trách nhiệm.

## Lãnh đạo các thời kỳ
Văn phòng Ban Bí thư Trung ương Trung Cộng
Chủ nhiệm
- Lý Phú Xuân (1941-10/1945)
- Dương Thượng Côn (10/1945-5/1948)

Văn phòng Trung ương Trung Cộng
| Chủ nhiệm - Dương Thượng Côn (5/1948-11/1965, Phó Tổng Thư ký Trung ương, Bí thư Dự khuyết Ban Bí thư Trung ương khóa 8) - Uông Đông Hưng (11/1965-12/1978, Ủy viên Dự khuyết Bộ Chính trị khóa 9, Ủy viên Bộ Chính trị khóa 10, Phó Chủ tịch Đảng khóa 11) - Diêu Y Lâm (12/1978-4/1982, Phó Tổng Thư ký Trung ương, Bí thư Ban Bí thư khóa 11) - Hồ Khải Lập (4/1982-6/1983, Bí thư Ban Bí thư khóa 13) - Kiều Thạch (6/1983-4/1984, Bí thư Dự khuyết khóa 12, Trưởng ban Ban Tổ chức Trung ương) - Vương Triệu Quốc (4/1984-5/1986, Bí thư Dự khuyết khóa 12) - Ôn Gia Bảo (5/1986-3/1993, Bí thư Dự khuyết khóa 13, Ủy viên Dự khuyết Bộ Chính trị khóa 14, Bí thư Trung ương Đảng) - Tăng Khánh Hồng (3/1993-3/1999, Ủy viên Dự khuyết Bộ Chính trị khóa 15, Bí thư Trung ương Đảng) - Vương Cương (3/1999-9/2007, Ủy viên Dự khuyết Bộ Chính trị khóa 16, Bí thư Trung ương Đảng) - Lệnh Kế Hoạch (9/2007-8/2012, Bí thư Trung ương Đảng khóa 17) - Lật Chiến Thư (9/2012-10/2017, Ủy viên Bộ Chính trị khóa 18, Bí thư Trung ương Đảng) - Đinh Tiết Tường (10/2017-3/2023, Ủy viên Bộ Chính trị khóa 19, Bí thư Trung ương Đảng) - Thái Kỳ (3/2023-nay, Ủy viên Thường vụ Bộ Chính trị khóa 20, Bí thư thứ nhất Ban Bí thư) | Phó Chủ nhiệm thứ nhất - Phùng Văn Bân (12/1978-4/1982) - Dương Đức Trung (10/1982-9/1997) Phó Chủ nhiệm - Tằng Tam (2/1955-5/1966) - Đặng Điểu Đào (2/1955-6/1966) - Lí Hiệt Bá (2/1957-1962) - Cung Tử Vinh (9/1958-10/1966) - Điền Gia Anh (7/1961-5/1966, qua đời) - Lý Chất Trung (11/1965-1/1967) - Đồng Tiểu Bằng (6/1966-1/1967) - Dương Thanh (7/1965-1/1967) - Vương Lương Ân (11/1969-1/1973, qua đời) - Trương Diệu Từ (11/1969-1/1979) - Lý Hâm (11/1976-11/1980) - Đặng Điểu Đào (6/1977-9/1980) - Đặng Lực Quần (1/1979-4/1982) - Lý Chất Trung (1/1979-4/1982) - Tằng Tam (6/1979-7/1981) - Cao Đăng Bảng (11/1979-6/1983) - Khang Nhất Dân (9/1980-10/1985) - Dương Đức Trung (9/1980-10/1982) - Vương Thụy Lâm (2/1983-3/1993) - Chu Kiệt (2/1983-9/1988) - Phùng Lĩnh An (6/1983-6/1986) - Ôn Gia Bảo (10/1985-5/1986) - Trương Nhạc Kì (11/1987-7/1989) - Từ Thụy Tân (12/1987-7/1995) - Tăng Khánh Hồng (7/1989-3/1993) - Hồ Quang Bảo (5/1993-2003) - Trần Phúc Kim (5/1993-12/1999) - Vương Cương (9/1995-3/1999) - Khương Dị Khang (7/1994-10/2002) - Do Hỉ Quý (10/1997-2007) - Bạch Khắc Minh (3/2000-8/2001) - Lệnh Kế Hoạch (12/1999-9/2007) - Phiền Sĩ Tấn (1/2003-2008) - Mao Lâm Khôn (10/2003-2/2007) - Trương Kiến Bình (2/2007-4/2013) - Triệu Thăng Hiên (2/2007-5/2013) - Vương Trọng Điền (9/2011-1/2015) - Lật Chiếu Thư (8/2012-9/2011) - Trần Thế Cự (3/2013-nay) - Đinh Tiết Tường (5/2013-10/2017) - Mạnh Tường Phong (4/2015-4/2017) |

## Tổ chức
Cơ quan nội bộ
- Phòng nghiên cứu
- Cục Thư ký
- Cục Pháp quy
- Cục Cảnh vệ
- Cục Cơ yếu (Văn phòng Tiểu ban Lãnh đạo Công tác Mật mã Trung ương và Cục Quản lý mật mã Quốc gia)[3]
- Cục Giao thông Cơ yếu
- Phòng Kế toán Đặc biệt
- Cục cán bộ lão thành
- Cơ quan Đảng ủy (Cục Nhân sự)

Cơ quan trực thuộc
- Lưu trữ Trung ương và Lưu trữ Quốc gia
- Văn phòng Ủy ban Bảo mật Trung ương và Cục Bảo mật Quốc gia
- Cục quản lý sự vụ cơ quan trực thuộc Trung ương Trung Cộng

Tổ chức trực tiếp
- Cục Quản lý Nhà kỉ niệm Mao Chủ tịch
- Học viện Khoa học Kỹ thuật Điện tử Bắc Kinh